# Ceremonia de apertura de los Juegos Suramericanos de 2010
Los IX Juegos Suramericanos de 2010 se realizaron en la ciudad de Medellín, Colombia, entre el 19 de marzo y el 30 de marzo. La ceremonia de apertura se diseñó para ser realizada en la Unidad Deportiva Atanasio Girardot (6°15′24″N 75°35′25″O / 6.2568, -75.590172), específicamente en el Estadio Atanasio Girardot el viernes 19 de marzo de 2010 a partir de las siete de la noche (UTC –5 GMT).
Al evento asistieron 4500 deportistas y 41 000 espectadores (17 000 por boletería cortesía de Alcaldía, 19 000 por boletería venta al público y 5000 entre delegados y protocolo). La presentación estuvo presidida por: Álvaro Uribe Vélez, presidente de Colombia; Carlos Arthur Nuzman, presidente de la Organización Deportiva Suramericana; Alicia Eugenia Vargas Restrepo, directora de los Juegos; Alonso Salazar, alcalde de Medellín; Luis Alfredo Ramos, gobernador de Antioquia y Thomas Bach, vicepresidente del Comité Olímpico Internacional.

## Diseño

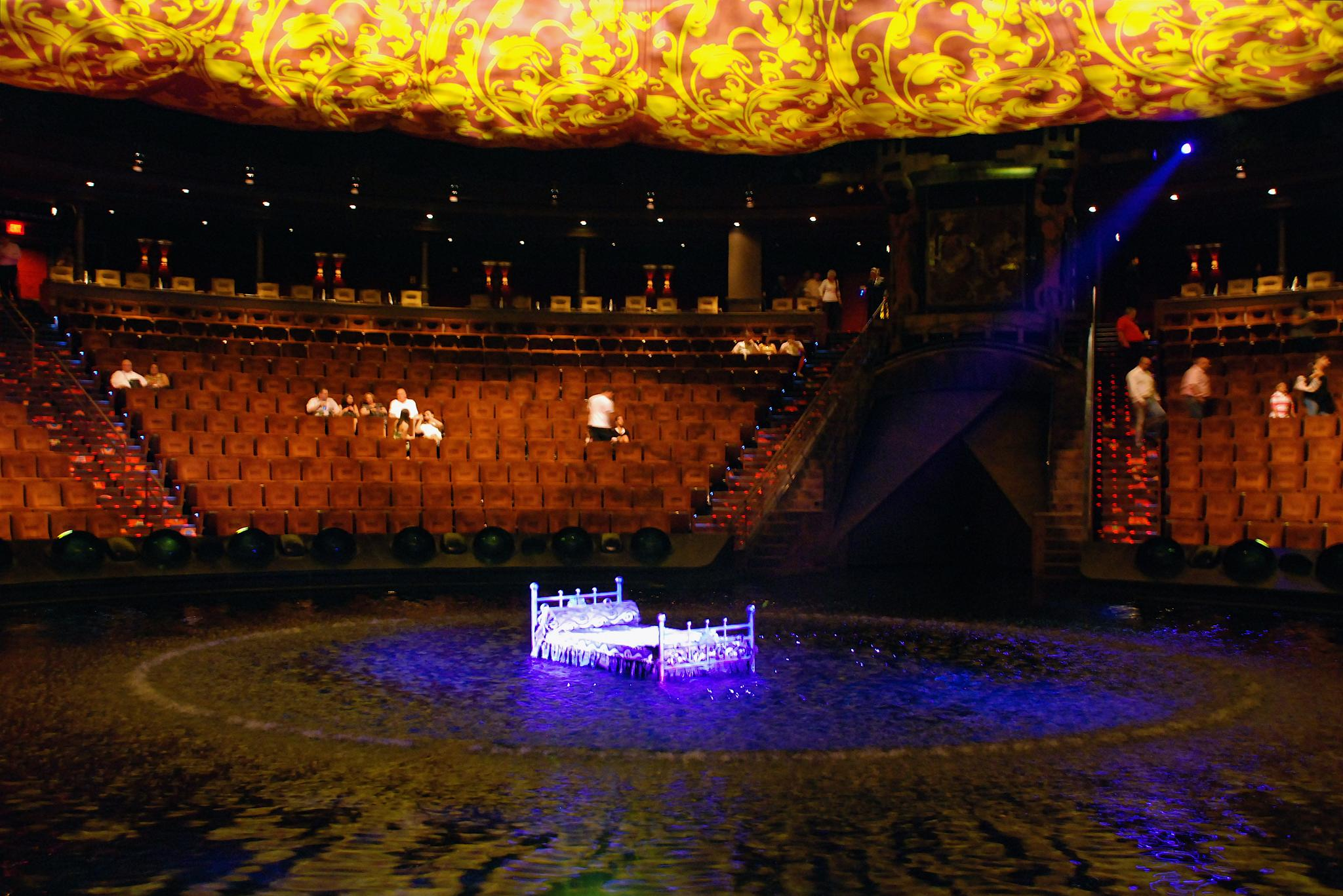
Franco Dragone ha realizado el montaje del show del Teatro Le Reve en el Wynn de Las Vegas

El montaje y diseño del acto de apertura estuvo bajo la responsabilidad de la empresa "CultureFit". Franco Dragone, exdirector del Circo del Sol y famoso por el montaje de importantes obras de artes escénicas en Las Vegas, fue el diseñador de la ceremonia. Para su montaje, acudieron al país más de 100 especialistas del extranjero.
En la ceremonia participaron 700 artistas entre teatreros, acróbatas, bailarines y especialistas en el arte callejero local, quienes utilizaran entre 40 diseños de vestuarios realizados localmente. Los ensayos comenzaron desde siete meses de antelación con el objetivo de mostrar un espectáculo de alta calidad y coordinación.
Genari Magrans, director de Culture Fit, comentó antes de la ceremonia que estaría a la altura de los más grandes eventos deportivos del mundo y además lleno de sorpresas. Dijo que estaría compuesto por once actos y se centraría muy especialmente en la historia de Medellín, Antioquia y Colombia y sus grandes procesos de transformación. Indicó que sería un espectáculo lleno de luz, sonido y colores en el que se mostrarían grandes figuras. Por parte de Colombia La empresa Culture Fit contrato a la empresa Live Events, quien a su vez designó a su Gerente de Producción Jairo Soto Pardo para que fuera el Productor Delegado.
Según la organización de los juegos el costo oficial del evento inaugural fue de 6500 millones de pesos colombianos (aprox. 3 millones de dólares).

## Montaje

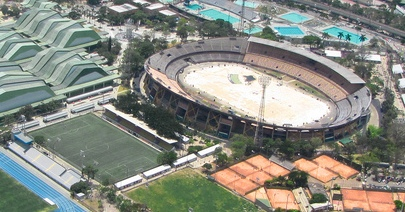
Unidad Deportiva Atanasio Girardot - Cuatro días antes de la apertura de los Juegos. Se observa el estadio sin grama debido a la preparación del escenario para el montaje de la ceremonia

Para la preparación del espectáculo, se trabajó en el escenario por 18 días y se mantuvo en total hermetismo los detalles del evento. Para la preparación del escenario, se retiró de manera temporal la grama de la cancha, las cuales aprovecharon a pasar por un proceso de conservación y abonaje. En total se intervinieron 10 000 metros cuadrados para el montaje inaugural.
Entre otras cosas se requirió:
- Sistema de luces de 1 millón de vatios
- 150 000 vatios de sonido
- 10 000 metros de cable distribuido por el escenario
- 150 000 kilos de materiales

Los preparativos para el acto de apertura imposibilitaron que el Estadio Atanasio Girardot pudiera ser usado para cualquier otra actividad durante el mes de marzo. Al respecto, el comité organizador comunicó en su momento a la ciudadanía de Medellín:

"[L]os equipos de fútbol de Medellín fueron notificados oficialmente desde diciembre del año 2008 que no podrían utilizar el estadio Atanasio Girardot durante el mes de marzo de 2010... La inauguración de los Juegos demanda un montaje escénico y físico de grandes proporciones y por eso el estadio debe estar a disposición desde el primero de marzo. Los Juegos, que son un hecho de ciudad sin precedentes, deben estar ajenos a intereses políticos. Los ciudadanos entienden y valoran los esfuerzos de una Administración que ha puesto todo su esfuerzo para organizar unas justas que le dejarán la comunidad un legado de civilidad e inclusión. El empeño no es otro que hacer de Medellín una ciudad mejor cada día".

Los equipos de fútbol de Medellín, Atlético Nacional e Independiente Medellín, tuvieron que ubicar un nuevo escenario para realizar sus competiciones entre el 1 de marzo y el 15 de abril del 2010. Este hecho recibió críticas por parte de los fanáticos del fútbol.
Una vez culminada la ceremonia, a las pocas horas, se comenzó el desmontaje de todos los equipos que fueron usados y el proceso de reinstalación de las 15 400 secciones de grama que fue removida 20 días antes. Se realizó durante este período un proceso de limpieza de la tierra, nivelación y reemplazo del suelo con arena para mejorar la filtración del agua. De esta manera el Estadio Atanasio Girardot fue el escenario deportivo que albergó la final del  Fútbol de los Juegos Suramericanos. Igualmente se planificó reanudar los partidos de la Temporada 2010 del fútbol colombiano en el escenario deportivo el 1 de abril.

## Acceso y seguridad
A pesar de que el espectáculo comenzó a las siete de la noche, la entrada del estadio inicio a las cuatro de la tarde a través de 32 puertas con el objetivo de permitir el acceso de manera tranquila para los espectadores. Fue de particular interés que no existían puesto fijo con las entradas así que era importante llegar temprano para tomar una buena ubicación en las tribunas.
Varias de las vías aledañas estuvieron cerradas, entre ellas las Calles 48, la 50 y la Carrera 74, por lo que se aconsejó acudir al estadio usando el servicio de metro de la ciudad. Para soportar el tránsito de la zona durante el evento inaugural, la policía de tránsito designó 80 agentes adicionales para esta actividad y la Policía Metropolitana de Medellín designó un soporte especial de 1200 efectivos con el objetivo primordial de brindar la seguridad requerida para el evento inaugural.

## Eventos durante la ceremonia
El Himno Nacional de la República de Colombia dio apertura al acto de 100 minutos y compuesto por once segmentos, el cual se inspiró en los valores de los Suramericanos: el esfuerzo, la superación, la amistad y el trabajo en equipo. Aproximadamente 2500 personas entre actores, productores, escenógrafos y directores colaboraron en la ceremonia inaugural, de ellos 700 artistas estuvieron en el escenario del evento.

### Espectáculo artístico
El espectáculo artístico fue llamado "Ecos, un Viaje Fantástico por Antioquia". Las siguientes palabras dieron comienzo a la ceremonia:

"Suramérica ha esperado durante cuatro años con ilusión, Colombia ha puesto todo su empeño, Antioquia ha dado lo mejor de sí y ¡Medellín! y Medellín ha entregado todo su cariño para disfrutar de los mejores juegos. Ya está todo a punto, dispuesto para que se disfruten una noche mágica como pocas. Bienvenidos todos a la ceremonia inaugural de los novenos Juegos Suramericanos Medellín 2010".

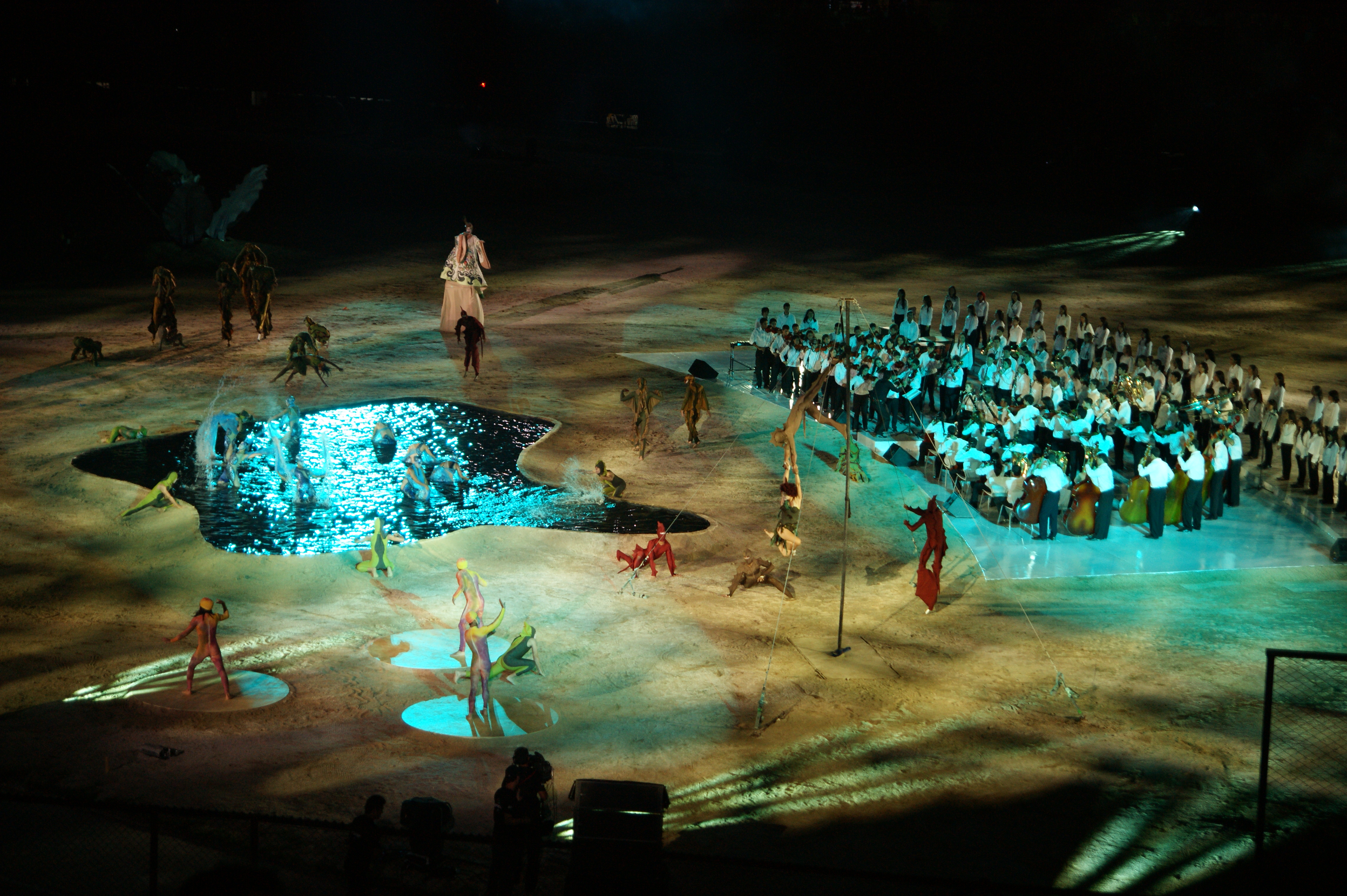
Acto Biodiversidad - Fotografía de Telemedellín

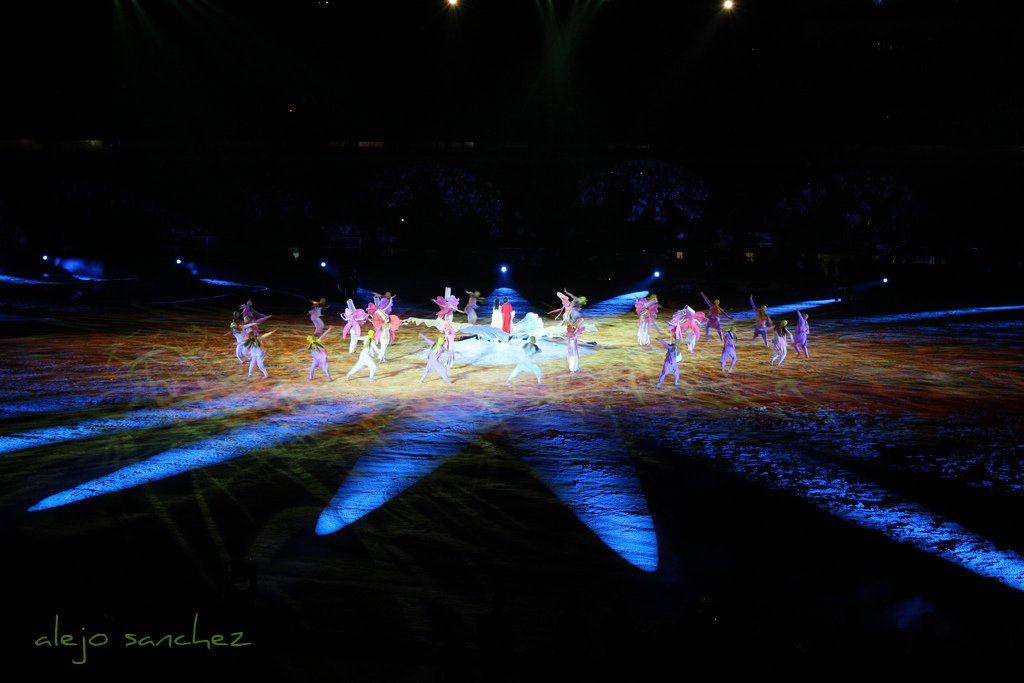
En la escena denominada Orquídea, se realizó una danza alegórica a la belleza de la flor

1. Acto Inocencia. La ceremonia comenzó con la aparición de una niña y un niño en el medio del campo los cuales caminaron al centro del escenario donde florecía una Orquídea en el llamado despertar de la vida. Luego en una lenta caminata llegaron al borde del campo donde le dieron una bienvenida a dos esculturas gigantes del artista antioqueño Fernando Botero representando la belleza del cuerpo del hombre y la mujer. Además de la fusión entre la inocencia y la fuerza, entre la sensualidad y la suavidad.
2. Acto del Textil. Un grupo de artistas realizaron una ceremonia con cintas y danza representando un viaje en el tiempo en el desarrollo del textil, una parte importante en la actividad económica de Medellín, la industria textil.
3. Acto del Café y Fuego. Decenas de artistas con antorchas en sus manos realizaron actos acrobáticos iluminando todo el escenario. Los personajes al sonido de los tambores sembraron el fuego, el fuego de la llama del espíritu deportivo.
4. Acto de Moda. Varios modelos antioqueños realizaron un desfile de pasarela posando como maniquís al ritmo de música electrónica, los diseños que expusieron los modelos fueron creación enteramente colombiana realizadas por siete diseñadores. Se quiso resaltar que a Medellín se le considera la capital de la moda.
5. Acto de Caballos. A galope de caballos, animal muy particular de la idiosincrasia antioqueña, jinetes realizaron un espectáculo de acrobacias corriendo a través del campo simulando una lucha interminable.
6. Acto Biodiversidad. En un tributo a la madre tierra y la naturaleza, en una primera escena llamada "despertar", hombres y mujeres simulando ser especies de animales silvestres como ranas e iguanas realizaron una danza alrededor de un lago artificial. La escena estuvo acompañada musicalmente por un coro en vivo y representó como la madre tierra le habla al planeta y muestra la evolución de las especies. Además representó como las criaturas en su proceso de evolución salen del ecosistema acuático. El acto además representó la biodiversidad colombiana y su armonía perfecta entre animales y seres vegetales.
7. Acto del Cóndor. El Cóndor, ave y símbolo de Colombia, el cual se puede observar en el escudo del país fue la inspiración de la sección acrobática. En una representación alusiva a su libertad un grupo de acróbatas realizaron un acto de danza y gimnasia.
8. Acto Adán y Eva. Un grupo de 20 artistas dentro de bolas de plástico con impresiones de la Mujer y el Hombre rodearon la Orquídea, en una danza solemne representativa a la famosa pintura llamada Adán y Eva de Fernando Botero.
9. Acto Orquídea. En una danza alegórica se evocó a la seducción original, el amor entre el hombre y la mujer. En la escena los niños que abrieron la ceremonia se integraron al acto dedicado a la Orquídea, representativa de Colombia, y su belleza natural.
Posterior continuaron los dos segmentos finales de la ceremonia, el Desfile de naciones y la Apertura y encendido del pebetero.

### Desfile de naciones
En la ceremonia de apertura, antes del desfile de las naciones, el comité organizador aprovechó para agradecer con las siguientes palabras, al grupo de voluntarios de los juegos quienes se encontraban distribuidos en el escenario para recibir posteriormente a los deportistas.

"Ser voluntario es una pasión, es un sentimiento que se apoya en el servicio. Pero además el voluntario deportivo le pone una marca personal a su tarea, le pone entrega y alegría sin medida. El voluntario en Medellín 2010, tiene el don de ser un magnífico anfitrión, excelente guía, gran amigo y está empeñado en trabajar para que los atletas, delegados, jueces, personalidades y periodistas se despidan de nuestra ciudad con la alegría de querer regresar pronto a su nueva casa... Medellín".

Una vez culminado el agradecimiento, las siguientes palabras dieron inicio al desfile de las naciones:

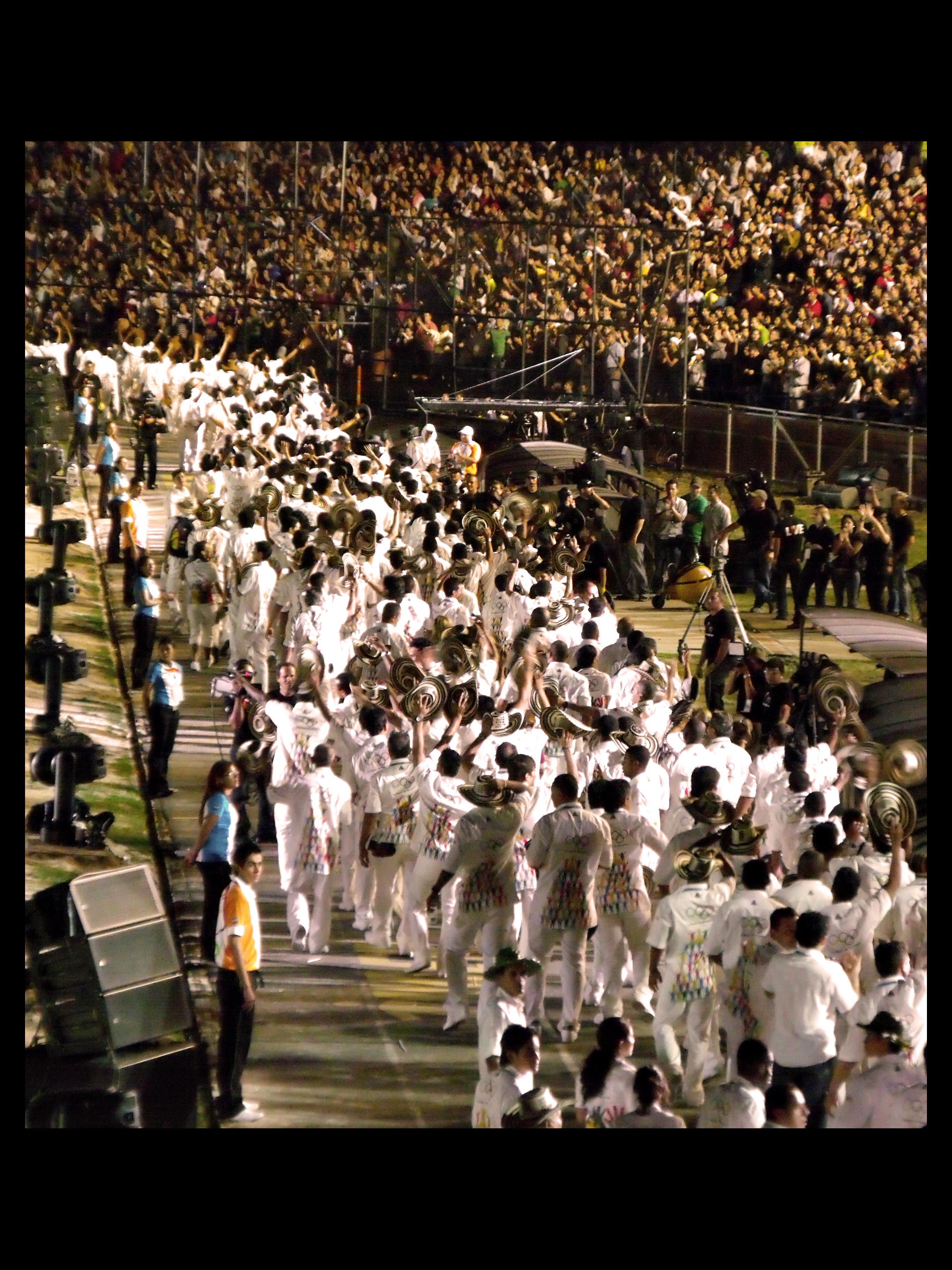
Delegación Colombiana en los IX Juegos Suramericanos de 2010.

"Señoras y Señores, saludamos a los atletas, los invitados especiales a la fiesta de los Suramericanos Medellín 2010. Ellos son quienes ponen las emociones. Todos ellos, hombres y mujeres, han trabajo duro para venir a buscar sus mejores marcas. Y como país anfitrión de los primeros juegos en 1978, en cabeza de las quince delegaciones... Bolivia".

| Orden aparición | País                  | Tamaño delegación | Abanderado                  | Abanderado        |
| --------------- | --------------------- | ----------------- | --------------------------- | ----------------- |
| 1               | Bolivia               | 115 deportistas   | Oscar Soliz                 | Ciclismo de Ruta  |
| 2               | Antillas Neerlandesas | 59 deportistas    | Ingrid Gonesh               | Tiro olímpico     |
| 3               | Argentina             | 563 deportistas   | Walter Pérez                | Ciclismo de Pista |
| 4               | Aruba                 | 28 deportistas    | José Roberto Reyes          | BMX-Bicicrós      |
| 5               | Brasil                | 573 deportistas   | Ketleyn Quadros             | Judo              |
| 6               | Chile                 | 456 deportistas   | Paris Inostroza             | Esgrima           |
| 7               | Ecuador               | 280 deportistas   | Oliba Seledina Nieve Arroyo | Halterofilia      |
| 8               | Guyana                | 8 deportistas     | Dennis Horatio              | Atletismo         |
| 9               | Panamá                | 27 deportistas    | Rene de Urriola             | Judo              |
| 10              | Paraguay              | 124 deportistas   | Víctor Abel Fatecha         | Atletismo         |
| 11              | Perú                  | 242 deportistas   | Claudia Rivero              | Bádminton         |
| 12              | Surinam               | 26 deportistas    | Jair Tjon En Fa             | Ciclismo          |
| 13              | Uruguay               | 155 deportistas   | Deborah Rodríguez           | Atletismo         |
| 14              | Venezuela             | 451 deportistas   | Fabiola Ramos               | Tenis de mesa     |
| 15              | Colombia              | 644 deportistas   | Jackeline Rentería          | Lucha             |

- La delegación chilena desfiló acompañada por una pancarta que decía «¡Fuerza Chile!», en solidaridad al reciente terremoto vivido por ese país, siendo una de las delegaciones más aclamadas de la ceremonia.[25]
- La delegación colombiana desfiló con el uniforme oficial de Colombia, patrocinado por la firma Totto.[26] Al ser los anfitriones del evento, desfilaron de último y también recibieron una gran ovación por parte del público.[12]

Por último un grupo de niños y niñas en representación de las generaciones futuras, entraron la bandera del Comité Olímpico Internacional con sus  anillos olímpicos y la bandera de la Organización Deportiva Suramericana las cuales fueron izadas acompañadas con el Himno Olímpico. Las palabras del comité organizador comentaron a los espectadores:

"En Medellín primero son las niñas y los niños porque en ellos está el futuro y porque además, porque con ellos las cosas son simples y claras. Por eso hoy están aquí representados. Las banderas de Odesur y del Comité olímpico internacional en manos de las niñas y los niños de nuestra ciudad, son un sello de que los novenos Juegos Suramericanos Medellín 2010 están basados en la excelencia y el respeto".

### Discursos

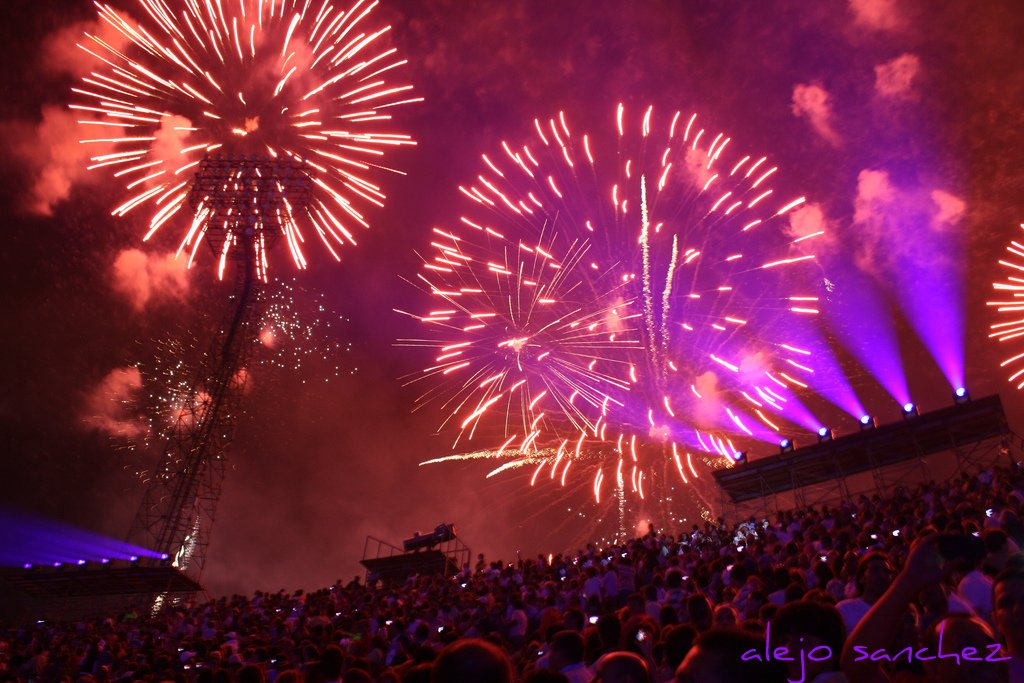
La ceremonia culminó con un asombroso espectáculo de fuegos pirotécnicos que se comentó nunca antes Medellín había observado de tal magnitud

- Alicia Eugenia Vargas Restrepo, directora de los IX Juegos Suramericanos, dio la bienvenida a cada uno de los deportistas a la ciudad llamada Eterna primavera y Capital de la montaña, la cual desarrolló nuevos complejos deportivos para las competencias deportivas. Además dio un mensaje de agradecimiento a Chile por asistir a los juegos a pesar de las circunstancias (Terremoto de Chile de 2010) y además comentó el interés de Medellín de ser la ciudad anfitriona de los Juegos Olímpicos de la Juventud 2018,[12] evento que finalmente se llevará a cabo en Buenos Aires, Argentina. En propias palabras de Alicia Vargas:

"Suramérica crece digna, pujante y en medio de las más duras adversidades muchas veces de la tierra. Hoy Chile nos acompaña y por eso le decimos muchas gracias... A los dirigentes olímpicos le recordamos que este país, Antioquia y Medellín quieren tener los Juegos olímpicos Juveniles del 2018, gracias".
Para el discurso completo de Alicia Eugenia Vargas Restrepo, véase
 - el enlace

Alicia Vargas, en su discurso, explicó el que el clima, la geografía y el relieve de la ciudad fue inspiración del diseño de varias instalaciones deportivas de la ciudad e igualmente es la razón por la cual Medellín es llamada Capital de la montaña y de la eterna primavera. Además comentó que la sede de los juegos se caracteriza por la hospitalidad, tenacidad y capacidades de sus ciudadanos, la cual ha vivido procesos de transformación y evolución en años recientes por un compromiso con las generaciones futuras. Por último, Alicia Vargas resaltó los principios olímpicos (comportamiento con verdad, juego limpio y sin trampa) que los deportistas deben mantener y los caracterizó por su firmeza para alcanzar sus metas y aceptar las derrotas.
- Carlos Arthur Nuzman, brasileño y presidente de la Organización Deportiva Suramericana (ODESUR), saludó a la ciudad de Medellín, al presidente de Colombia Álvaro Uribe Vélez, al gobernador de Antioquia Luis Alfredo Ramos, al alcalde de Medellín Alonso Salazar, a los presidentes visitantes del Comité Olímpico Internacional Mario Vázquez Raña y Thomas Bach, a la presidenta del Comité organizador de los Juegos, Alicia Eugenia Vargas Restrepo y a los atletas. Comentó que los presentes Juegos son un paso en el proceso de transformación de Medellín y un ejemplo para toda Suramérica. Agradeció al Comité organizador y a los voluntarios de los Juegos. Además solicitó un minuto de silencio por los fallecidos en el Terremoto de Chile de 2010 y ofreció apoyo al pueblo chileno. Igualmente resalto la oportunidad que tiene Suramérica de traer los Juegos Olímpicos al continente por primera vez en el año 2016. Para concluir comentó que los siguientes días son de competición dentro de los escenarios deportivos y de hermandad fuera de ellos. Por último solicitó al Presidente de Colombia Álvaro Uribe Vélez que declarara abierto los Juegos Suramericanos de 2010.[2] Fue así como lo expresó:

"Estimados amigos hagamos de estos juegos una celebración de hermandad, confraternidad e integración de nuestro movimiento olímpico suramericano. En este momento tengo el honor de solicitar al señor presidente de la República de Colombia que declare abiertos los Juegos Suramericanos Medellín 2010. Muchas gracias a todos"

Para el discurso completo de Carlos Arthur Nuzman, véase
 - el enlace

- Álvaro Uribe Vélez, presidente de Colombia, dio la bienvenida a los deportistas, técnicos, entrenadores, directivos y periodistas. Igualmente agradeció a Medellín, a los municipios de las subsedes, al gobernador de Antioquia, al alcalde de Medellín, a los ministros de Cultura y Coldeportes. Resaltó en su discurso como Colombia aspira en el futuro a ser sede de los Juegos Panamericanos, de los Juegos Olímpicos de la Juventud y de la Copa Mundial de Fútbol. Así el presidente declaró abierto los Juegos Suramericanos de Medellín 2010 y convocó a los deportistas a reunirse en las competencias. Siguiendo sus palabras,[27]

"...[E]sta nación, este departamento, esta ciudad, con todo el esmero en estos suramericanos, con todo el compromiso para la Sub-20 del 2011, aspiran tener en el futuro la sede de los Panamericanos, la sede de los olímpicos de los jóvenes, la sede del campeonato mundial de fútbol...

...declaro abiertos los novenos Juegos Suramericanos Medellín 2010 y de acuerdo a la tradición convoco a los jóvenes de Suramérica pertenecientes a la Organización Suramericana ODESUR a reunirse durante dos semanas de competencias a lo largo de las ocho subsedes en el departamento de Antioquia, muchas gracias"

Para el discurso completo de Álvaro Uribe Vélez, véase
 - el enlace

El gimnasta Jorge Hugo Giraldo en representación de los deportistas realizó el juramento de los atletas, mientras María Cristina Ríos hizo lo correspondiente a la promesa de los Jueces.

"Buenas noches, en nombre de todos los competidores prometo que participaremos en estos juegos suramericanos respetando y cumpliendo sus reglamentos, comprometiéndonos a un deporte sin dopaje y sin drogas con auténtico espíritu olímpico para mayor gloria del deporte y honor de nuestros equipos, muchas gracias".
Jorge Hugo Giraldo

"Buenas noches, en nombre de todos los jueces y miembros del personal oficial prometo que desempeñaremos nuestras funciones durante los juegos suramericanos con la más estricta imparcialidad, respetando y cumpliendo su reglamento con auténtico espíritu olímpico, muchas gracias".
María Cristina Ríos

### Encendido del pebetero

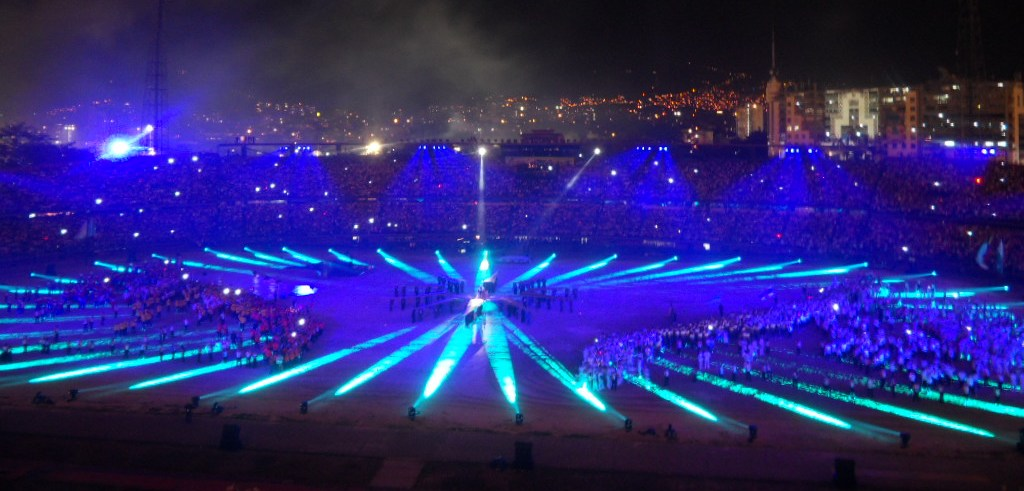
Último relevo del Fuego Suramericano

Luego de dos semanas de recorrido del fuego suramericano desde Bolivia y pasando por las subsedes y barrios de la ciudad de Medellín, este comenzó su último recorrido a las seis de la tarde del 19 de marzo desde el Centro Administrativo La Alpujarra y fue llevado a lo largo de la Avenida San Juan hasta la Carrera 73. Allí Lucy López, campeona nacional de Tenis de Mesa, lo recibió para llevarlo hasta la puerta olímpica norte del Estadio Atanasio Girardot. Con las siguientes palabras se dio la bienvenida al fuego suramericano,

"El fuego simboliza pureza y es portador de un sentido mágico que embruja, el fuego suramericano es unión y pasión. En el deporte el fuego es hermandad, calor humano y entrega es una fuerza que surge convirtiéndose en victoria. El fuego es también el que rescata la amistad y la derrota. Con el fuego el deporte enciende su espíritu olímpico y hoy lo hace Medellín 2010".

La llama ingresó de manos de Jesús Augusto Romero Montoya gimnasta olímpico colombiano quien debido a una lesión en los Juegos Panamericanos quedó discapacitado. El deportista pasó la antorcha a la medallista olímpica María Isabel Urrutia, quien obtuvo medalla de oro en los pasados Juegos Olímpicos de Sídney 2000.
El último relevo del Fuego Suramericano lo realizó la atleta colombiana y medallista olímpica Ximena Restrepo acompañada de dos niños, quienes son sus hijos y además fueron los que dieron comienzo a la ceremonia de apertura. Ellos llevaron la llama hasta el centro del escenario donde acompañado de un acto deslumbrante de fuego y luces se dio inicio a un espectáculo de fuegos pirotécnicos que se comentó, nunca antes Medellín había observado de tal magnitud.
En un espectáculo que duró cinco minutos toda el área de la Unidad Deportiva Atanasio Girardot tanto dentro como fuera del estadio se llenó de fuego y luces celebrando el inicio de las jornadas deportivas.

## Transmisión
El responsable de la transmisión de la Ceremonia de Apertura fue la Comisión Nacional de Televisión de Colombia (CNTV), de la cual la señal puedo ser retransmitida de manera gratuita por los canales de televisión interesados. A lo largo de la transmisión del evento se detalló en diversos momentos el mensaje:

"Este programa se realiza con los aportes del Fondo para el Desarrollo de la Televisión de la Comisión Nacional de Televisión, IX Juegos Suramericanos, Telemedellín y Teleantioquia".

Durante la transmisión se realizaron tomas panorámicas del estadio desde el Cerro El Volador (6°16′06″N 75°34′53″O / 6.268376, -75.581453).